# Вооружённые силы Республики Сербской
Вооружённые си́лы Респу́блики Се́рбской (серб. Војска Републике Српске (ВРС), босн. и хорв. Vojska Republike Srpske (VRS), также называют Армия боснийских сербов, Войско Республики Сербской) — вооружённые формирования Республики Сербской, которая сейчас является энтитетом в составе Боснии и Герцеговины. Существовали в период с 1992 по 2006 год. Принимали активное участие в гражданской войне в Югославии. После войны ряд высших чинов ВРС преследовались Международным трибуналом по бывшей Югославии в Гааге по обвинениям в военных преступлениях и преступлениях против человечности.
Начиная с 2003 года вооружённые силы Республики Сербской начали входить в состав вооружённых сил Боснии и Герцеговины. В 2005 году части реформированной армии Боснии и Герцеговины, состоящие из боснийских, хорватских и сербских подразделений, были направлены в составе коалиционных сил в Ирак. 6 июня 2006 года вооружённые силы Республики Сербской окончательно перестали существовать, войдя в состав армии Боснии и Герцеговины.

## История

### Предыстория
Босния и Герцеговина исторически была многонациональной страной. По данным переписи 1991 года, 43,7 % населения были боснийскими мусульманами, 31,4 % — сербами, 17,3 % — хорватами и 5,5 % определяли себя как югославы. Большинство югославов были по происхождению сербами либо детьми от смешанных браков. В 1991 году 27 % браков были смешанными.
В результате первых многопартийных выборов, состоявшихся в ноябре 1990 года, победили три крупнейшие националистические партии Партия демократического действия, Сербская демократическая партия и Хорватское демократическое содружество.
Стороны разделили власть по этнической линии так, что главой республики стал босниец-мусульманин Алия Изетбегович, председателем парламента — серб Момчило Краишник, а премьер-министром — хорват Юре Пеливан.
15 октября 1991 года парламент Социалистической республики Боснии и Герцеговины в Сараеве принял «Меморандум о суверенитете Боснии и Герцеговины» простым большинством голосов. Меморандум встретил горячие возражения сербских членов боснийского парламента, утверждавших, что вопросы, касаемые поправок в конституцию, должны быть поддержаны 2/3 членами парламента. Несмотря на это, «Меморандум» был утверждён, что привело к бойкоту парламента со стороны боснийских сербов. Во время бойкота было принято законодательство республики. 25 января 1992 года во время сессии боснийского парламента он призвал к референдуму по вопросу независимости, назначив его на 29 февраля и 1 марта.
29 февраля — 1 марта 1992 года в Боснии и Герцеговине прошёл референдум о государственной независимости. Явка на референдуме составила 63, 4 %. 99, 7 % избирателей проголосовали за независимость. Независимость республики была подтверждена 5 марта 1992 года парламентом. Однако сербы, которые составляли треть населения БиГ, бойкотировали этот референдум и заявили о неподчинении новому национальному правительству БиГ, начав с 10 апреля формировать собственные органы власти с центром в городе Баня-Лука. Национальное движение сербов возглавила Сербская демократическая партия Радована Караджича.

### Формирование армии
В процессе формирования армии боснийским сербам значительную помощь оказало югославское политическое и военное руководство. Член Президиума СФРЮ от Сербии Борисав Йович в своём дневнике от 4 декабря 1991 года оставил запись по поводу помощи боснийским сербам:
Когда Босния и Герцеговина будет признана на международном уровне, ЮНА будет объявлена на её территории иностранной армией и будет вынуждена уйти в кратчайшие сроки. В этой ситуации сербское население окажется беззащитным... Слоба (Слободан Милошевич) думает, что мы должны отозвать всех граждан Сербии и Черногории, проходящих службу в ЮНА на территории БиГ, а всех боснийцев из ЮНА за пределами республики передислоцировать в Боснию. Тогда у руководства боснийских сербов появится возможность, взять под свою команду сербскую часть ЮНА в Боснии.
В конце 1991 года в обстановке повышенной секретности начинается перевод в Боснию и Герцеговину тех сербов-офицеров, которые там родились. 25 декабря такой секретный приказ подписывает и федеральный министр обороны Велько Кадиевич. Борисав Йович писал:
Только мы с Милошевичем обсуждали это. Больше никому не говорили. Мы отдали указание Генштабу перебросить всех, кто родом из Боснии, в Боснию, а тех, что родом из Сербии и Черногории - в Сербию и Черногорию... Ко времени признания независимости, в Боснии находилось 90 000 военнослужащих ЮНА, из которых, я думаю, 85% были боснийскими сербами.
3 января 1992 года Югославская Народная Армия была реорганизована. Её подразделения на территории Боснии и Герцеговины были оформлены во 2-ю Военную область со штабом в Сараеве под командованием генерал-полковника Милутина Куканяца. Часть территории Герцеговины вошла в зону ответственности 4-й ВО, под командованием генерал-полковника Павле Стругара. Вместе с учащимися и преподавателями многочисленных военных школ, расположенных в БиГ, численность ЮНА на территории республики составляла до 110 000 человек. На вооружении было около 500 танков, БТР и БМП, около 550 единиц полевой артиллерии калибра 100 мм и выше, 48 реактивных систем залпового огня и 350 миномётов калибром 120 мм. ВВС располагали в Боснии 120 истребителями и истребителями-бомбардировщиками, 40 лёгкими вертолётами и 30 транспортными.
Помимо подразделений ЮНА, боснийские сербы опирались на отряды Территориальной обороны, которые функционеры Сербской демократической партии взяли под контроль осенью 1991 года, создав кризисные штабы. Таким образом, весной 1992 года в Боснии существовало две Территориальной Обороны: одна, сербская — в общинах, где сербы составляли большинство, другая была подконтрольна мусульмано-хорватскому правительству. К середине апреля 1992 года численность Территориальной обороны боснийских сербов и добровольческих подразделений составляла около 60 000 человек. Состав отрядов ТО варьировался от 300 бойцов в Босанска-Крупе, до 4 200 в объединённых силах общин Соколац и Олово. Каждое подразделение находилось в подчинении кризисного штаба, которое возглавлял председатель местной организации СДП.
Радован Караджич позднее так вспоминал о времени, когда формировалась Армия РС:
Первые 45 дней, когда у нас не было ни армии, ни объединенного командования армии и полиции, мы переживали хаос. Все ненавидели всех, все воевали против всех. Это было продолжение Второй Мировой войны, люди вспоминали, что с ними сделала та или иная семья, и они боялись, что это повторится и говорили: давайте убьем их прежде, чем они убьют нас. Люди не забывали, кто убивал их отцов, дедов, матерей. Все опасались мести и начинали первыми.
5 марта 1992 года Босния и Герцеговина провозгласила независимость. Признать её отказались боснийские сербы. На территории республики начались столкновения, переросшие в боевые действия. На территорию Боснии были введены хорватские войска, атаковавшие подразделения югославской армии и отряды боснийских сербов. Лидер боснийских мусульман Алия Изетбегович отдал приказ о всеобщем нападении на казармы ЮНА. 27 апреля Президиум БиГ, собравшись в неполном составе, потребовал от югославской армии сложить оружие и покинуть территорию республики. 2 мая 1992 года мусульманские силы осадили казармы ЮНА в Сараеве и предприняли ряд нападений на патрули и военные объекты. В мае 1992 года на фоне усиливающихся боев в Боснии и Герцеговине Югославская Народная Армия начала покидать республику. К тому времени в ней оставались практически только сербы и черногорцы. Те из них, кто были уроженцами БиГ, остались в республике, вступив в создаваемое Войско Республики Сербской. ЮНА оставила им и тяжёлое вооружение.
Руководством Югославии было принято решение о поддержке боснийских сербов и помощи в формировании армии. Во время вывода частей ЮНА офицеры и солдаты родом из Боснии и Герцеговины остались на родине и перешли на службу в ВС РС. Также новой армии было оставлено тяжёлое вооружение, танки, авиация и др. 12 мая Скупщина боснийских сербов постановила создать вооружённые силы. Во главе армии был назначен генерал Ратко Младич, до этого возглавлявший 9-й Книнский корпус ЮНА, принимавший активное участие в боях в Сербской Краине.
В мае 1992 года было сформировано пять корпусов и Главный Штаб, начальником которого стал генерал Манойло Милованович. В основном подразделения ЮНА, влившиеся в состав ВРС, имели опыт боевых действий в Хорватии. Главный штаб Армии, формировавшийся на основе штаба 2-й Военной области, был укомплектован опытными офицерами.

### Армия РС в годы войны
В 1992 году, после вывода югославской армии из БиГ, основной целью армии боснийских сербов было взятие под контроль территорий с большинством сербского населения и тех районов, на которые претендовала Республика Сербская.
Уже весной 1992 года начались бои в Сараеве, переросшие в длительную осаду города. ВРС и добровольческие отряды, укрепившиеся в населённых сербами пригородах, осаждали столицу БиГ вплоть до Дейтонских соглашений. Осада Сараева крайне отрицательно сказалась на имидже боснийских сербов и их армии. В Западной Боснии сербы взяли под контроль Приедор, Босанска-Крупу, Сански-Мост и Ключ. В Посавине им противостояли как формирования мусульман, так и подразделения боснийских хорватов и регулярной армии Хорватии. Они смогли перерезать так называемый «Коридор жизни» — узкую полосу территории в районе Брчко, который связывал Сербскую Краину и западные районы РС с её восточными районами и Союзной Республикой Югославией. В результате длительной операции под названием «Коридор-92» были разгромлены крупные хорватские силы, а сам «Коридор» был под сербским контролем на протяжении всей войны. Другой крупной победой сербов стала операция «Врбас-92», в ходе которой ВРС смогли занять Яйце и его окрестности, а также две важные ГЭС на реке Врбас. В Восточной Боснии и Подринье ВРС выбили мусульман из Биелины, Зворника, Вишеграда, Фочи и других городов. Однако сербы не смогли закрепиться в Сребренице, в которой образовался мусульманский анклав. В Восточной Герцеговине летом 1992 года боснийские хорваты и армия Хорватии провели крупное наступление, в результате которого силы сербов были отброшены от Мостара. В декабре 1992 года из-за возросшей активности мусульман в анклавах в Подринье в составе ВРС был образован Дринский корпус.
В начале 1993 года ВРС отражали попытки мусульман и хорватов перерезать «Коридор». В мае и июле сербы предприняли несколько операций по его расширению, сумев потеснить части противника. Зимой — весной сербы отражали атаки мусульман из Сребреницы, которые в ходе своих рейдов уничтожили несколько сербских сел. Затем ВРС, пользуясь поддержкой югославской армии, перешли в наступление, нанеся значительный урон силам мусульман. В ситуацию вмешалась ООН, объявив город зоной безопасности. Также весной сербы провели наступление в районе Вишеграда, взяв под контроль значительную по размерам территорию. В июле 1993 года ВРС развернули операцию «Лукавац-93», в результате которой было занято Трново и ряд других населённых пунктов, а Сараево оказалось в полном окружении. В западной Боснии сербы поддержали Фикрета Абдича, который вышел из подчинения правительству в Сараеве. Его силы, опираясь на помощь со стороны армий Сербской Краины и Республики Сербской, начали боевые действия против 5-го корпуса АРБиГ.
Американский публицист Арнольд Шерман писал в 1993 году:
Мужчины делят время между обычной работой и солдатским ремеслом. В случае необходимости они мгновенно появляются с оружием там, где возникла опасность. Они знают, кто может возвращаться домой, а кто останется на боевых позициях, когда стихнет первоначальная тревога. В мирной жизни они обычные соседи и друзья, на войне — товарищи по оружию. Это армия граждан, которые не нуждаются в инъекциях патриотизма. Они в дословном смысле ведут борьбу за свои дома, за своё имущество, за свои семьи, за свою жизнь
Летом 1993 года Главный штаб ВРС разработал серию наступательных операций под общим названием «Дрина-93», которые планировались в районе Озрена и Тузлы, а также Бихачского кармана. Сербское наступление началось в ноябре 1993 года и окончилось в конце февраля 1994 года, достигнув частичных успехов. Тогда же под давлением со стороны ООН и НАТО ВРС отвели тяжёлое вооружение от Сараева. В конце марта сербы начали крупное наступление на мусульманский анклав в Горажде. Первоначально оно развивалось успешно, но затем в его ход вмешалось НАТО, нанеся бомбовые удары по позициям ВРС. Под давлением Североатлантического альянса сербы были вынуждены прекратить операцию, согласившись на размещение в анклаве миротворцев ООН. 1994 год для армии боснийских сербов ознаменовался также оборонительными боями по всей линии фронта, падением Купреса и упорными сражениями в Бихачском кармане. С весны 1994 года возобновились боевые действия между боснийскими сербами и хорватами, которые восстановили союзнические отношения с мусульманами.
Автомобильные номера Вооружённых Сил Республики Сербской (1992—2006)
В 1995 году крупные военные операции в БиГ начались весной. Сербы смогли отразить наступление мусульман на Влашиче, Маевице и в районе Калиновика, нанеся серию контрударов. Летом 1995 года ВРС также удержали позиции вокруг Сараева, нанеся тяжёлые потери 1-му корпусу мусульманской армии. В июле сербы заняли Сребреницу и Жепу. По данным Гаагского трибунала, это сопровождалось массовой расправой с мусульманскими военнопленными. Данная операция и последовавшие за ней события нанесли огромный ущерб имиджу ВРС. Также в июле сербы предприняли крупное наступление на Бихач. Однако боснийские хорваты и подразделения регулярной Армии Хорватии, в свою очередь, начали атаки на Гламоч и Босанско-Грахово. Когда эти два города пали, ВРС были вынуждены свернуть операцию под Бихачем. В августе — октябре 1995 года сербы перешли к обороне по всей линии фронта. В результате совместного мусульманско-хорватского наступления и массовых авиаударов со стороны авиации НАТО Республика Сербская лишилась значительных территорий в Западной Боснии, районе Озрена и т. д. В конце октября бои в Боснии и Герцеговине прекратились.

### В послевоенное время
После окончания войны в БиГ в Армии Республики Сербской начались постепенные реформы. С примерно 180 000 солдат и офицеров за несколько лет численность личного состава сократилась до 20 000 человек. Параллельно шёл процесс изменения структуры, из шести корпусов остались четыре, а затем три. Главный штаб был переименован в Генеральный штаб и перемещён в Биелину. В начале 2000-х гг. численность Армии РС составляла 10 000, а после отмены срочной службы уменьшилась до 7 000 бойцов. Перед включением в ВС БиГ она насчитывала 3 981 солдата и офицера.
Униформа военнослужащих Вооружённых сил Республики Сербской (1997-2000)
Даже после реформ и сокращений Войско Республики Сербской обладало значительными запасами вооружения. В 1999 году было 73 танка М-84 и 204 Т-55. Из другой бронетехники было 118 БМП М-80, 84 БТР М-60, 5 ПТ-76, 19 БТР-50, 23 БОВ-ВП. Артиллерия насчитывала 1522 единицы, в том числе: 95 ракетных установок и РСЗО, 720 самоходных, полевых и противотанковых орудий, 561 безоткатное орудие и 146 миномётов. В ВВС были 22 самолёта и 7 боевых вертолётов. При этом по Дейтонским соглашениям ВРС имело право только на 137 танков, 113 БТР и БМП и 500 артиллерийских орудий.
В августе 2005 года Скупщина РС согласилась принять план формирования единых вооружённых сил и министерства обороны в Боснии и Герцеговине в рамках широкой военной реформы. В ноябре 2005 года Скупщина РС также приняла план реформирования полиции БиГ, предложенный Евросоюзом и предусматривающий создание единых многонациональных правоохранительных органов. А в декабре 2005 года в Сараеве под эгидой международной администрации БиГ начались трёхсторонние переговоры об изменении конституции страны путём усиления роли и полномочий единых межэтнических властных структур, то есть по сути, об отмене Дейтонских соглашений. Президент РС Драган Чавич, комментируя решение об упразднении министерства обороны РС, отметил, что оно было «болезненным, но все-таки вкладом в будущее». Он также подчеркнул, что боснийские сербы заинтересованы во вступлении БиГ в НАТО, поскольку это отвечает «интересам общей ситуации с безопасностью в стране».
После включения Армии РС в Вооружённые силы Боснии и Герцеговины склады с вооружением были переданы под совместный контроль боснийских военных и миротворцев. Часть военной техники была уничтожена как «излишек вооружения», а часть была передана ряду частных фирм, затем продавшим его в другие страны, в частности в Грузию. Часть оружия из арсеналов ВРС оказалась в руках сирийской оппозиции.
Согласно закону Боснии и Герцеговины «Об обороне», традиции ВРС в объединённых вооружённых силах страны продолжает 3-й пехотный полк, дислоцированный в Баня-Луке. Он занимается музеем полка, контролирует финансовые расходы, занимается историческими исследованиями, издаёт публикации, сохраняет архив и коллекции, проводит торжественные мероприятия, а также следит за деятельностью ветеранских клубов. Согласно закону, командир полка выполняет исключительно церемониальные функции и не обладает административными и оперативными полномочиями.

### Участие в военных преступлениях
Ряд действий ВС РС (такие, как осада Сараева, резня в Сребренице и другие) расцениваются как военные преступления. После войны ряд высших чинов ВРС преследовались Международным трибуналом по бывшей Югославии в Гааге по обвинениям в военных преступлениях и преступлениях против человечности. Некоторые из них были арестованы в Боснии и Герцеговине, другие — в Сербии и других странах.
22 ноября 2017 года командующий армией Ратко Младич был приговорён Гаагским трибуналом к пожизненному заключению. Президент Республики Сербской Радован Караджич 24 марта 2016 года был Гаагским трибуналом признан виновным в военных преступлениях и преступлениях против человечности и приговорён к 40 годам тюрьмы.
За осаду Сараева, во время которой армией РС велись артиллерийские и снайперские обстрелы города, приведшие к массовым жертвам среди мирных жителей, были осуждены генералы Галич и Милошевич. За резню в Сребренице, в ходе которой, согласно приговорам МТБЮ, было убито до 8000 боснийских мусульман, были осуждены генералы Толимир, Крстич и Беара.
Ряд военных и полицейских офицеров Республики Сербской были осуждены за массовое выселение несербского населения в Западной Боснии, в частности из Приедора и его окрестностей, и создание нескольких лагерей, которые были определены как концлагеря. Всего МТБЮ обвинил 53 сербских военных из рядов ВРС.

## Состав вооружённых сил

### В 1993 году
Основой ВРС было несколько корпусов, пять из которых были созданы в мае 1992 года, а ещё один (Дринский корпус) — в ноябре того же года. Структура корпусов была стандартизирована, во многом аналогична той, что использовалась в Сухопутных войсках ЮНА. В каждом корпусе был штаб, несколько бригад, артиллерийский, противотанковый и инженерный полки, а также батальон военной полиции и санитарный батальон. В некоторых корпусах были и другие подразделения. Обе бронетанковые бригады ВРС находились в составе 1-го Краинского корпуса. В 1993 году структура армии выглядела следующим образом:
- Главный штаб (был переименован в Генеральный штаб после окончания боевых действий)
- 1-й Краинский корпус. Был сформирован на основе бывшего 5-го корпуса Югославской Народной Армии[25]. Штаб корпуса находился в Баня-Луке[26][27][28]. Корпус отвечал за Западную Боснию, он был самым крупным и мощным в армии боснийских сербов[29].
- 2-й Краинский корпус. Был сформирован на базе 9-го и 10-го корпусов ЮНА[25], выведенных из Хорватии. Штаб корпуса первоначально находился в Крньеуше, затем в Дрваре[27], а затем был перемещен в Сански-Мост[30]. Корпус отвечал за Западную Боснию и Герцеговину. Был самым слабым в Армии РС. Осенью 1995 года понес тяжёлые потери в боях с формированиями боснийских мусульман и хорватов и регулярными бригадами ВС Хорватии[31].
- Восточно-Боснийский корпус. Был сформирован из подразделений бывшего 17-го корпуса ЮНА[25]. Штаб корпуса размещался в Биелине[27][32]. Корпус отвечал за Северо-Восточную Боснию. Был единственным подразделением в армии боснийских сербов, имевшим в названии определение «боснийский»[26].
- Сараевско-Романийский корпус. Был создан на основе 4-го корпуса ЮНА[25]. Штаб корпуса располагался в Лукавице[26][33]. Зоной ответственности корпуса были окрестности Сараева и область Романия.
- Дринский корпус. Был сформирован в ноябре 1992 года из-за участившихся атак мусульманских подразделений в Подринье. Штаб корпуса находился во Власенице. Корпус отвечал за Восточную Боснию и Подринье[34].
- Герцеговинский корпус. Был организован на основе 13-го корпуса ЮНА[25], выведенного из Хорватии. Штаб корпуса располагался в Билече[27][35]. Зоной ответственности корпуса была Восточная Герцеговина. Корпус вел боевые действия как против боснийских мусульман и хорватов, так и против регулярных хорватских подразделений в южной части зоны ответственности[34].

Несмотря на то, что за образец структуры подразделений брался опыт Югославской народной армии, бригады и батальоны ВРС насчитывали меньше людей, чем аналогичные им подразделения в федеральной армии. Также большинство из них создавались по территориальному признаку: город или община формировали несколько частей, которые пополнялись местными жителями. В этих же населённых пунктах располагались тыловые части. Таким образом, основные силы ВРС было тяжело перебрасывать с одного участка фронта на другой.
Командование подразделениями в ВРС строилось на четырёх уровнях:
- стратегический (Главный штаб)
- оперативный (корпуса)
- оперативно-тактический (тактические и оперативные группы временного и постоянного состава)
- тактический (бригады, полки, батальоны).

Все подразделения ВРС имели утверждённую структуру и полномочия. В зависимости от уровня организации и рода войск, к которым они принадлежали, в их состав входили штабные части (тылового обеспечения, родов войск, финансовый отдел, контрразведывательные органы и т. д.). Среди родов войск в ВРС были:
- пехотные части
- бронетанковые войска
- артиллерия
- инженерные войска
- войска РХБЗ
- ПВО и т. д.

### Военно-воздушные силы Республики Сербской
ВВС РС получили авиационную технику от Югославской Народной Армии, покидавшей Боснию, и активно использовали её в ходе войны. В основе ВВС боснийских сербов были подразделения, которые летом — осенью 1991 года эвакуировались с аэродромов Церклье в Словении и Плесо и Лучко в Хорватии. Они размещались в Баня-Луке и Бихаче и после реформы ЮНА в начале 1992 года были переданы под командование 5-й оперативной группы ВВС и ПВО. По решения югославского руководства о выводе сил ЮНА из Боснии и Герцеговины, личный состав 5-й ОГ почти полностью был уволен из федеральной армии, а затем многие бойцы вступили в создаваемые ВВС и ПВО Республики Сербской.
От ЮНА боснийские сербы получили 9 Ј-21 Јастреб, 13 Ј-22 Орао, 27 вертолётов Газела, 14 Ми-8, а также комплексы ПВО. Официально ВВС и ПВО Республики Сербской были сформированы 27 мая 1992 года. В этот день они совершили 16 боевых вылетов, нанося удары по хорватским позициям в Посавине. После вывода федеральной армии из Боснии ВРС приступили к формированию новых авиационных подразделений. 16 июня 1992 года Главный штаб определил организационно-штатную структуру для ВВС и ПВО. Она выглядела следующим образом:
- Штаб
- 92-я смешанная авиационная бригада
- 155-й ракетный полк ПВО
- 51-й батальон воздушного наблюдения и предупреждения
- 474-я авиационная база

Главным местом базирования сил ВВС и ПВО РС был аэродром Маховляни близ Баня-Луки. Командиром ВВС был назначен лётчик генерал Живомир Нинкович. За время боевых действий погибли 89 солдат и офицеров ВВС и ПВО. В 2006 году, как и все вооружённые силы РС, ВВС также были расформированы и вошли в состав ВВС Боснии и Герцеговины.

### Полувоенные и добровольческие формирования
Во время войны в Боснии и Герцеговине, особенно в начале конфликта, большую роль в вооружённых силах боснийских сербов играли добровольческие и полувоенные отряды.
Во время войны 1992—1995 гг. боснийские сербы получили поддержку славянских и православных добровольцев из ряда стран, включая Россию. Греческие волонтёры из Греческой добровольческой гвардии также принимали участие в войне, в частности во взятии Сребреницы сербами. Когда город пал, над ним был поднят греческий флаг. По мнению ряда западных исследователей, всего на стороне боснийских сербов воевало до 4 000 добровольцев из России, с Украины, из Греции, Румынии, Болгарии и т. д.
В сентябре 1992 года в городе Требинье в Восточной Герцеговине был создан первый отряд русских добровольцев в Боснии, насчитывавший 10 бойцов. Возглавил его бывший морской пехотинец Валерий Власенко. Он воевал против армии боснийских хорватов и подразделений регулярной хорватской армии на протяжении сентября-декабря 1992 года. Ядро отряда составила группа добровольцев из Санкт-Петербурга. Отряд действовал в составе сводного сербо-русского подразделения. В конце 1992 года РДО-1 прекратил своё существование.
РДО-2, получивший из-за монархических убеждений нескольких его участников прозвище «Царские волки», был создан 1 ноября 1992 года в Вишеграде. Его командиром стал воевавший весной-летом 1992 года в Приднестровье 27-летний Александр Мухарев, получивший по инициалам позывной «Ас». Заместителем командира стал Игорь Гиркин, известный сейчас как «Стрелков». 28 января 1993 года основная часть «Царских волков» передислоцировалась в Прибой, увезя с собой и знамя отряда. Там, в Прибое отряд успешно воевал около двух месяцев. Затем, 27 марта, «Царские волки» передислоцировались на западную окраину Сараева, в Илиджу. В августе 1993 года РДО-2 прекратил своё существование, его знамя было сдано в Храм Святой Троицы в Белграде.
Осенью 1993 года был создан РДО-3, составленный из ветеранов и вновь прибывающих добровольцев. Во главе отряда в ноябре того же года встал бывший прапорщик морской пехоты и ветеран боевых действий в Абхазии 39-летний Александр Шкрабов. РДО-3 базировался на юго-восточной окраине Сараева, входя в состав Новосараевского четнического отряда, которым командовал воевода Славко Алексич.
Осенью 1994 года значительная часть российских добровольцев влилась в 4-й разведывательно-диверсионный отряд Сараевско-Романийского корпуса, более известный как «Белые волки». В составе отряда добровольцы приняли участие в большом количестве операций в Сараеве и его окрестностях. По спискам, «Белые волки» насчитывали до 80 человек. Командовал ими Срджан Кнежевич. После подписания Дейтонских соглашений и окончания войны многие добровольцы вернулись в Россию.
В 2013 году правительство Республики Сербской приняло решение посмертно наградить Орденом Милоша Обилича 29 добровольцев из бывшего СССР.

## Генералы ВРС
Непосредственно в начале войны в Боснии и Герцеговине в рядах ВРС было пять генералов. Ещё 28 офицерам это звание было присвоено во время боевых действий. В ходе конфликта погиб один генерал, а шесть были отправлены на пенсию. Сразу после окончания войны 11 генералов были отправлены на пенсию. Звание генерала присваивалось офицерам ВРС вплоть до его расформирования в 2006 году.

## Вооружение
Войско Республики Сербской обладало большими запасами вооружений. В основном оно унаследовало их от подразделений Югославской Народной Армии, покидавшей Боснию и Герцеговину. На вооружении ВРС состояли танки Т-34-85 и Т-55, были также и современные танки югославской разработки М-84. Парк БТР и БМП был представлен югославскими М80, М-60 и БОВ-ВП, а также советскими БТР-50 и БРДМ-2.
- М-84
- Т-55
- БМП М-80
- Т-34-85
- M18 и M36

ВРС располагали мощной артиллерией. На вооружении находились РСЗО M63 «Пламен», M77 «Огањ», дальнобойные M87 «Оркан». Полевая артиллерия была представлена 155-мм гаубицами М-1, 152-мм гаубицами «Нора» и Д-20, 130-мм орудиями М-46, советскими гаубицами Д-30, производившимися в Югославии по лицензии и получившими обозначение Д-30Ј, горными орудиями М-56 и советскими пушками «ЗИС». Среди противотанкового вооружения были советские 100-мм орудия Т-12, а также югославские безоткатные орудия БсТ-82. Боснийскими сербами использовались также самоходные артиллерийские установки 2С1 «Гвоздика».
- M-77 «Огањ» армии Республики Сербской
- ЗИС-3
- Орудия М46
- Гаубица Д-30Ј

ВВС и ПВО ВРС также были унаследованы от югославской армии. ОТ ЮНА боснийские сербы получили самолёты Ј-21 Јастреб и Ј-22 Орао, вертолёты Газела и Ми-8. Зенитные орудия были представлены ЗСУ М53/59 «Прага», БОВ-3 и М55 «Троцевац». Из ПЗРК использовались Игла и Стрела-2.
- ЗСУ М53/59 «Прага»
- ЗУ М55
- ЗСУ-57-2

## Знаки различия

### 1992—1997

#### Генералы и офицеры
| Категории               | Генералы       | Генералы          | Генералы            | Генералы      | Старшие офицеры | Старшие офицеры | Старшие офицеры | Младшие офицеры    | Младшие офицеры   | Младшие офицеры | Младшие офицеры   |
| ----------------------- | -------------- | ----------------- | ------------------- | ------------- | --------------- | --------------- | --------------- | ------------------ | ----------------- | --------------- | ----------------- |
|                         |                |                   |                     |               |                 |                 |                 |                    |                   |                 |                   |
| Сербское звание         | Генерал војске | Генерал пуковник  | Генерал потпуковник | Генерал мајор | Пуковник        | Потпуковник     | Мајор           | Капетан прве класе | Капетан           | Поручник        | Потпоручник       |
| Российское соответствие | Генерал армии  | Генерал-полковник | Генерал-лейтенант   | Генерал-майор | Полковник       | Подполковник    | Майор           | Капитан            | Старший лейтенант | Лейтенант       | Младший лейтенант |

#### Сержанты и рядовые
| Категории               | Подофицеры           | Подофицеры | Подофицеры                | Подофицеры     | Подофицеры        | Подофицеры      | Рядовые      | Рядовые         | Рядовые   | Рядовые |
| ----------------------- | -------------------- | ---------- | ------------------------- | -------------- | ----------------- | --------------- | ------------ | --------------- | --------- | ------- |
|                         |                      |            |                           |                |                   |                 | нет          | нет             | нет       | нет     |
| Сербское звание         | Заставник прве класе | Заставник  | Старији водник прве класе | Старији водник | Водник прве класе | Водник          | Млађи водник | Десетар         | Разводник | Војник  |
| Российское соответствие | Старший прапорщик    | Прапорщик  | нет                       | Старшина       | нет               | Старший сержант | Сержант      | Младший сержант | Ефрейтор  | Рядовой |

### 1997—2000

#### Генералы и офицеры
| Категории               | Генералы       | Генералы          | Генералы            | Генералы      | Старшие офицеры | Старшие офицеры | Старшие офицеры | Младшие офицеры | Младшие офицеры |
| ----------------------- | -------------- | ----------------- | ------------------- | ------------- | --------------- | --------------- | --------------- | --------------- | --------------- |
|                         | нет            |                   |                     |               |                 |                 |                 |                 |                 |
| Сербское звание         | Ђенерал војске | Ђенерал пуковник  | Ђенерал потпуковник | Ђенерал мајор | Пуковник        | Потпуковник     | Мајор           | Капетан         | Поручник        |
| Российское соответствие | Генерал армии  | Генерал-полковник | Генерал-лейтенант   | Генерал-майор | Полковник       | Подполковник    | Майор           | Капитан         | Лейтенант       |

#### Сержанты и рядовые
| Категории               | Подофицеры | Подофицеры     | Подофицеры      | Рядовые      | Рядовые           | Рядовые |
| ----------------------- | ---------- | -------------- | --------------- | ------------ | ----------------- | ------- |
|                         |            |                |                 | нет          | нет               | нет     |
| Сербское звание         | Заставник  | Старији водник | Водник          | Млађи водник | Војник прве класе | Војник  |
| Российское соответствие | Прапорщик  | Старшина       | Старший сержант | Сержант      | Ефрейтор          | Рядовой |

## Военная присяга
Текст военной присяги воина армии Республики Сербской в 1992 году:

Я (имя и фамилия) клянусь своей честью и жизнью, защитить суверенитет, территорию, независимость и конституционный строй своей родины, Республики Сербской, и добросовестно служить интересам её народов, да поможет мне Бог.
Оригинальный текст (серб.)Ја [име и презиме] заклињем се чашћу и животом да ћу бранити сувереност, територију, независност и уставни поредак своје отаџбине, Републике Српске, и вјерно служити интересима њених народа, тако ми Бог помогао.

Текст военной присяги воина армии Республики Сербской в 1996 году:

Я (имя и фамилия) клянусь своей честью и жизнью, защитить территориальную целостность и конституционный строй своей родины, Республики Сербской, и добросовестно служить интересам её народа, да поможет мне Бог.
Оригинальный текст (серб.)Ја [име и презиме] заклињем се чашћу и животом да ћу бранити територијални интегритет и Уставни поредак своје отаџбине Републике Српске и верно служити интересима њеног народа. Тако ми Бог помогао.

В 2005 году текст присяги был изменён:

Я торжественно обещаю защищать суверенитет, территориальную целостность, конституционный строй и политическую независимость Боснии и Герцеговины и ответственно и добросовестно выполнять все обязанности, необходимые для ее защиты.
Оригинальный текст (босн.)Svečano obećavam da ću braniti suverenitet, teritorijalni integritet, ustavni poredak i političku nezavisnost Bosne i Hercegovine i odgovorno i savjesno ispunjavati sve dužnosti neophodne za njenu zaštitu.
Оригинальный текст (хорв.)Svečano obećavam da ću braniti suverenitet, teritorijalni integritet, ustavni poredak i političku neovisnost Bosne i Hercegovine te odgovorno i vjerno izvršavati sve dužnosti potrebne za njezinu obranu.
Оригинальный текст (серб.)Свечано се заклињем да ћу бранити суверенитет, територијални интегритет, уставни поредак и политичку независност Босне и Херцеговине и одговорно и савјесно извршавати све дужности потребне за њену одбрану.